# Рулево
Руле́во — село в Україні, в Яворівському районі Львівської області. Населення становить 266 осіб. Орган місцевого самоврядування — Новояворівська міська рада.

## Населення

### Мова
Розподіл населення за рідною мовою за даними :
| Мова       | Кількість | Відсоток |
| ---------- | --------- | -------- |
| українська | 266       | 100%     |

## Назва
За роки радянської влади село в документах називали «Рулеве». 1989 р. селу надали сучасну назву.